# Van Veen (constructeur)
Pour les articles homonymes, voir Van Veen.
Henk Van Veen était l'importateur Kreidler en Pays-Bas.
Il construisit, de 1978 à 1981, une moto de prestige à moteur Wankel de 1 000 cm3 (« Moteur Comotor » type 624, comme sur la Citroën GS). 38 exemplaires ont été construits.

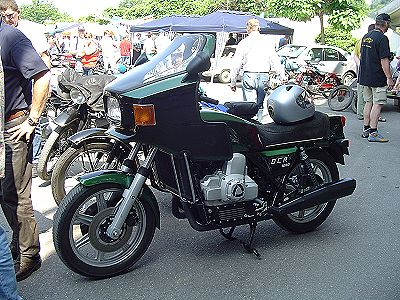
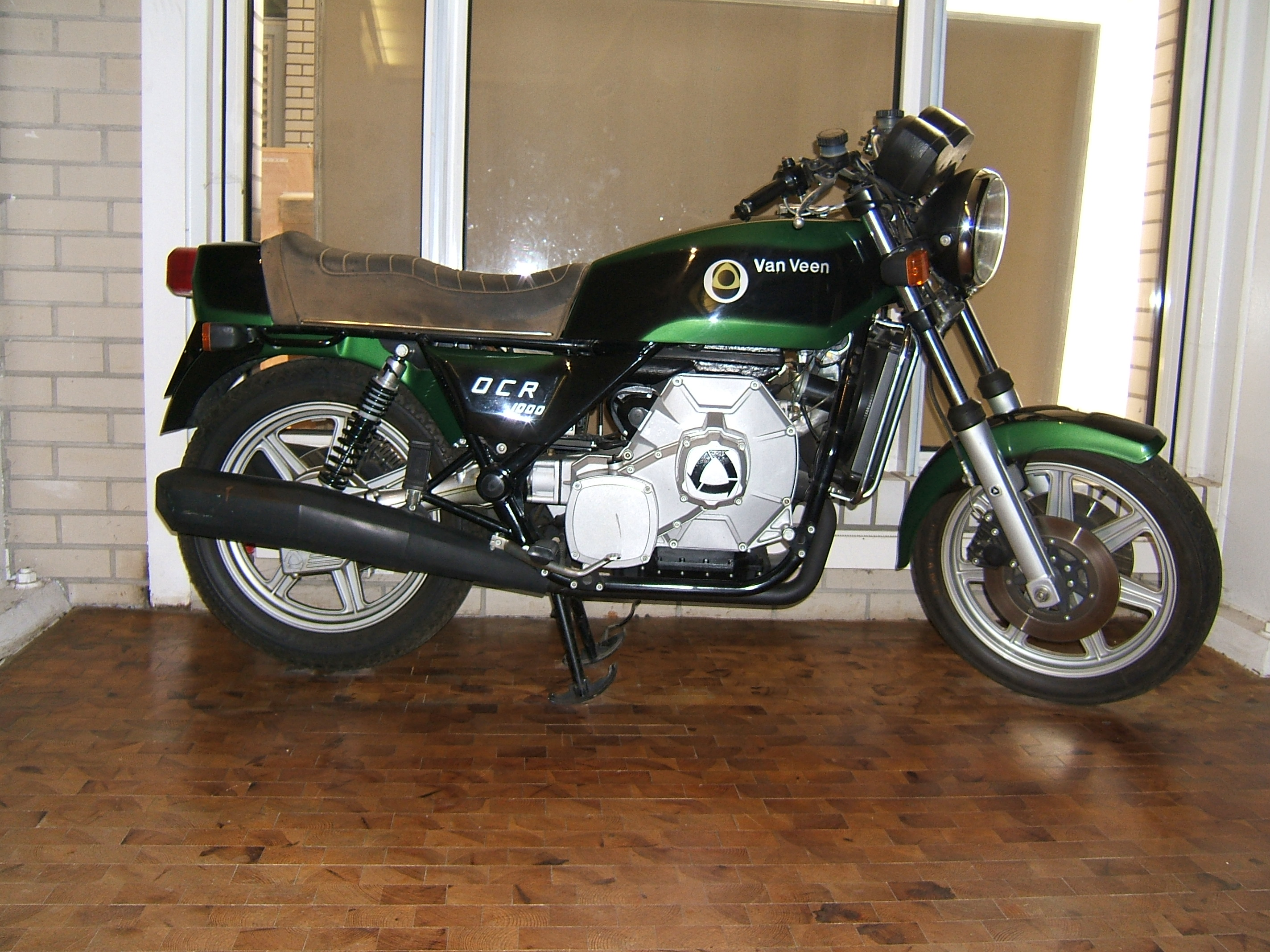